# Echinothambema ophiuroides
Echinothambema ophiuroides là một loài chân đều trong họ Echinothambematidae. Loài này được Menzies miêu tả khoa học năm 1956.